# Polykem
Oy Polykem Ab var ett finländskt företag, som tillverkade byggnader i glasfiberarmerad plast.
Polykem grundades 1954 och började producera plastprodukter 1957. Dess mest spridda produkt på 1960-talet var domformade takfönster. Under andra hälften av 1960-talet började företaget tillverka byggnader av glasfiberarmerad polyester i samarbete med arkitekten Matti Suuronen, med början med Futuro 1968.
Polykem tillverkade så småningom flera plastbyggnader under samlingsnamet Casa Finlandia:
- Futuro, från 1968
- CF 100/200 bensinstation, från 1969
- CF 10 kiosk, från 1970
- Venturo, CF-45, från 1971

Oljekrisen 1973 ledde till ökade råvarupriser, högre tillverkningskostnader och minskad efterfrågan på byggnader i plast. Det sista Futurohuset tillverkades 1978. Företaget lades ned 1995.